# Othonna tephrosioides
Othonna tephrosioides là một loài thực vật có hoa trong họ Cúc. Loài này được Sond. mô tả khoa học đầu tiên.